# スノースマイル
『スノースマイル』（Snow Smile）は、BUMP OF CHICKENの5枚目のシングル。2002年12月18日にトイズファクトリーから発売された。

## 概要
- 2002年に発売された唯一のシングル。
- シングルとしては「ハルジオン」以来1年2ヶ月ぶりで、アルバム『jupiter』以来10ヶ月ぶりのシングルと間が開いたが、これは次に発表する「ロストマン」の作詞に時間がかかったためである。PV集『jupiter』との同時発売。
- まれに、ケースのディスクをはめる部分が透明なものがある。その場合、ディスクを外せば隠しジャケットが透けて見える。

## 収録曲
- 全曲作詞・作曲：藤原基央　編曲：BUMP OF CHICKEN

1. スノースマイル (5:11)
BUMP OF CHICKENの楽曲では数少ないフェードアウトで終わる曲で、歌詞について藤原は「親切でもあるし、不親切でもある作り」と語っている。 なお、その歌詞の内容から「冬のラブソング」と言われることがあるが、この曲は公式のラブソングではない。
2004年発売のシングル「車輪の唄」には「ringing version」が収録されており、両バージョンともPVが製作されている。さらにスペースシャワーTV限定で、発売当日のZepp SapporoでのライブバージョンのPVも存在する。
2. ホリデイ (3:26)
藤原が得意とする「日々の倦怠」が明るく歌い上げられている。

- 隠しトラックにジミーとその友人によるセッション「Tinpost*Uncle on」（作詞・作曲:BUMP OF CHICKEN）が収録されている。

## 収録アルバム
- 『ユグドラシル』（#1）
- 『present from you』（#2）